# 이코마 지카오키
이코마 지카오키(일본어: 生駒親興, 1655년 ~ 1702년)는 일본 에도 시대의 하타모토로, 야시마 이코마 가문의 3대 영주이다. 이코마 다카토시의 셋째 아들이며, 2대 영주 이코마 다카키요의 동생이자 양자이다. 관직은 종5위하, 도노모노카미(主殿頭)이다.
겐로쿠 7년(1694년)에 선대 영주인 형 다카키요가 후사 없이 사망하자, 동생 지카오키가 양자가 되어 그 뒤를 이었다. 겐로쿠 15년(1702년)에 사망하였고, 맏아들 마사치카가 가문을 계승하였다.